# Fustérouau
Fustérouau  es una población y comuna francesa, ubicada en la región de Mediodía-Pirineos, departamento de Gers, en el distrito de Mirande y cantón de Aignan. La población censada en 2021 era de 139 habitantes.

## Demografía
| 151 | 149 | 132 | 120 | 102 | 114 | 132 | 135 | 139 |
| Para los censos de 1962 a 1999 la población legal corresponde a la población sin duplicidades (Fuente: INSEE [Consultar]) |     |     |     |     |     |     |     |     |